# Curvelândia
Curvelândia is een gemeente in de Braziliaanse deelstaat Mato Grosso. De gemeente telt 5.039 inwoners (schatting 2009).
De gemeente grenst aan Cáceres, Mirassol do Oeste en Lambari d'Oeste.